# Zoagli
Zoagli est une commune italienne de la ville métropolitaine de Gênes, dans la région Ligurie.

## Administration
| Période                                  | Période | Identité | Étiquette | Qualité |
| ---------------------------------------- | ------- | -------- | --------- | ------- |
|                                          |         |          |           |         |
| Les données manquantes sont à compléter. |         |          |           |         |

### Hameaux
Sant’Ambrogio, Semorile, San Pietro di Rovereto

### Communes limitrophes
Chiavari, Coreglia Ligure, Leivi, Rapallo, San Colombano Certénoli